# Спрингфілд (округ Маркетт, Вісконсин)
Спрингфілд (англ. Springfield) — місто (англ. town) в США, в окрузі Маркетт штату Вісконсин. Населення — 811 особа (2020).

## Демографія

### Перепис 2010
Згідно з переписом 2010 року, у місті мешкало 830 осіб у 365 домогосподарствах у складі 239 родин. Було 634 помешкання
Расовий склад населення:
| - 96,9 % — білих - 1,1 % — корінних американців - 0,1 % — чорних або афроамериканців - 1,2 % — осіб інших рас |

До двох чи більше рас належало 0,7 %. Частка іспаномовних становила 3,0 % від усіх жителів.
За віковим діапазоном населення розподілялося таким чином: 18,2 % — особи молодші 18 років, 61,2 % — особи у віці 18—64 років, 20,6 % — особи у віці 65 років та старші. Медіана віку мешканця становила 49,8 року. На 100 осіб жіночої статі у місті припадало 107,0 чоловіків; на 100 жінок у віці від 18 років та старших — 105,1 чоловіків також старших 18 років.
Середній дохід на одне домашнє господарство становив 56 989 доларів США (медіана — 46 544), а середній дохід на одну сім'ю — 66 784 долари (медіана — 60 938). Медіана доходів становила 59 688 доларів для чоловіків та 35 500 доларів для жінок. За межею бідності перебувало 23,5 % осіб, у тому числі 41,8 % дітей у віці до 18 років та 11,0 % осіб у віці 65 років та старших.
Цивільне працевлаштоване населення становило 299 осіб. Основні галузі зайнятості: виробництво — 23,4 %, освіта, охорона здоров'я та соціальна допомога — 20,4 %, роздрібна торгівля — 9,7 %, будівництво — 7,4 %.

### Перепис 2000
За даними перепису 2000 року населення становило 628 осіб, в місті проживало 188 родин, перебувало 273 домашніх господарства та 542 будови з щільністю забудови 6,0 будови на км². Густота населення 18,1 осіб на км. Расовий склад населення: білі — 97,29 %, корінні американці (індіанці) — 1,75 %, представники інших рас — 0,48 %, представники двох або більше рас — 0,48 %. Іспаномовні становили 1,27 % населення.
У 2000 році середній дохід на домашнє господарство становив $35 109 USD, середній дохід на сім'ю $41 875 USD. Чоловіки мали середній дохід $30 750 USD, жінки $21 250 USD. Середній дохід на душу населення становив $17 593 USD. Близько 6,2 % сімей та 10,3 % населення перебувають за межею бідності, включаючи 8,8 % молоді (до 18 років) та 14,3 % престарілих (старше 65 років).